# گریگور آقاسیان
گریگور خورنی آقاسیان (ارمنی: Գրիգոր Խորենի Աղասյան؛ زاده ۱۳ آوریل ۱۹۲۶ - درگذشته ۱۶ اکتبر ۲۰۰۹) نقاش و آموزگار اهل ارمنستان بود.

## زندگی‌نامه
وی در ۱۳ آوریل ۱۹۲۶ در ایروان در به دنیا آمد و از کالج دولتی هنرهای زیبای پانوس ترلمزیان و Մոսկվայի գեղարվեստական ինստիտուտ (۱۹۵۰) فارغ‌التحصیل گشت. وی همچنین برنده جوایزی همچون چهره هنری شایسته ارمنستان شوروی شد. وی در ۱۶ اکتبر ۲۰۰۹ در سن ۸۳ سالگی در ایروان درگذشت.